# Lehlo Ledwaba
Lehlohonolo Benedict Ledwaba, detto Lehlo (Soweto, 27 luglio 1971 – 2 luglio 2021), è stato un pugile sudafricano.
Soprannominato "Hands of Stone", ha detenuto il titolo IBF dei pesi supergallo dal 1999 al 2001.

## Biografia
Ledwaba nasce a Soweto, nella provincia del Gauteng, in Sudafrica.
Muore all'età di quarantanove anni nel luglio del 2021 per complicanze legate al COVID-19.

## Carriera
Fa il debutto da professionista nel 1990 e nove anni dopo riesce a vincere il titolo IBF dei pesi supergallo in una vittoria ai punti contro lo statunitense John Michael Johnson. Dopo aver difeso il titolo per cinque incontri, lo perde per ko tecnico nella sfida contro il filippino Manny Pacquiao.
Si ritira dal pugilato professionistico nel 2006.

## Record professionale
| No. | Risultato | Record | Avversario              | Metodo | Round  | Data              | Città        | Note                                                                |
| --- | --------- | ------ | ----------------------- | ------ | ------ | ----------------- | ------------ | ------------------------------------------------------------------- |
| 43  | Sconfitta | 36–6–1 | Maxwell Awuku           | RTD    | 9 (12) | 24 novembre 2006  | Mafikeng     | Perde il titolo WBA Pan Africano dei pesi superpiuma                |
| 42  | Vittoria  | 36–5–1 | Ephraim Nangenda        | TKO    | 6 (12) | 8 aprile 2006     | Johannesburg | Vince il titolo WBA Pan Africano dei pesi superpiuma                |
| 41  | Sconfitta | 35–5–1 | Cassius Baloyi          | UD     | 12     | 16 aprile 2005    | Brakpan      | Per il titolo IBO dei pesi piuma                                    |
| 40  | Sconfitta | 35–4–1 | Cassius Baloyi          | UD     | 12     | 20 novembre 2004  | Brakpan      | Per il titolo IBO dei pesi piuma                                    |
| 39  | Sconfitta | 35–3–1 | Spend Abazi             | UD     | 12     | 11 giugno 2004    | Copenhagen   | Per il titolo EBA dei pesi piuma                                    |
| 38  | Vittoria  | 35–2–1 | Choi Tseveenpurev       | MD     | 10     | 13 Mar 2004       | Brøndby      |                                                                     |
| 37  | Vittoria  | 34–2–1 | Vuyani Bungu            | UD     | 12     | 27 luglio 2002    | Brakpan      | Vince il titolo vacante WBU dei pesi piuma                          |
| 36  | Sconfitta | 33–2–1 | Manny Pacquiao          | TKO    | 6 (12) | 23 giugno 2001    | Paradise     | Perde il titolo IBF dei pesi supergallo                             |
| 35  | Vittoria  | 33–1–1 | Carlos Contreras        | UD     | 12     | 22 aprile 2001    | Brakpan      | Difende il titolo IBF dei pesi supergallo                           |
| 34  | Vittoria  | 32–1–1 | Arnel Barotillo         | TKO    | 9 (12) | 17 febbraio 2001  | Brakpan      | Difende il titolo IBF dei pesi supergallo                           |
| 33  | Vittoria  | 31–1–1 | Eduardo Enrique Alvarez | KO     | 8 (12) | 6 ottobre 2000    | Maidstone    | Difende il titolo IBF dei pesi supergallo                           |
| 32  | Vittoria  | 30–1–1 | Ernesto Grey            | TKO    | 8 (12) | 7 aprile 2000     | Bristol      | Difende il titolo IBF dei pesi supergallo                           |
| 31  | Vittoria  | 29–1–1 | Edison Valencia Diaz    | TKO    | 5 (12) | 25 settembre 1999 | Temecula     | Difende il titolo IBF dei pesi supergallo                           |
| 30  | Vittoria  | 28–1–1 | John Michael Johnson    | UD     | 12     | 29 maggio 1999    | Hammanskraal | Vince il titolo IBF dei pesi supergallo                             |
| 29  | Vittoria  | 27–1–1 | Maxim Pugachev          | KO     | 2 (10) | 6 febbraio 1999   | Hammanskraal |                                                                     |
| 28  | Vittoria  | 26–1–1 | Peter Buckley           | PTS    | 8      | 5 dicembre 1998   | Bristol      |                                                                     |
| 27  | Vittoria  | 25–1–1 | Arnel Barotillo         | UD     | 10     | 22 agosto 1998    | Hammanskraal |                                                                     |
| 26  | Vittoria  | 24–1–1 | Zukile Filani           | KO     | 3 (12) | 25 marzo 1998     | Johannesburg | Difende il titolo sudafricano dei pesi supergallo                   |
| 25  | Vittoria  | 23–1–1 | Entwa Mofokeng          | TKO    | 2 (12) | 7 dicembre 1997   | Durban       | Difende il titolo sudafricano dei pesi supergallo                   |
| 24  | Vittoria  | 22–1–1 | Luyanda Mini            | TKO    | 4 (12) | 21 giugno 1997    | Johannesburg | Difende il titolo sudafricano dei pesi supergallo                   |
| 23  | Vittoria  | 21–1–1 | Gian Maria Petriccioli  | UD     | 12     | 9 marzo 1997      | Johannesburg | Difende il titolo WBU dei pesi gallo                                |
| 22  | Vittoria  | 20–1–1 | Cruz Carbajal           | UD     | 12     | 17 Nov 1996       | Johannesburg | Vince il titolo vacante WBU dei pesi gallo                          |
| 21  | Vittoria  | 19–1–1 | Vuyisile Tinga          | KO     | 1 (12) | 7 luglio 1996     | Johannesburg | Difende il titolo sudafricano dei pesi supergallo                   |
| 20  | Vittoria  | 18–1–1 | Ric Siodora             | UD     | 10     | 7 aprile 1996     | Johannesburg |                                                                     |
| 19  | Vittoria  | 17–1–1 | Ricky Beard             | TKO    | 3 (10) | 18 novembre 1995  | Glasgow      |                                                                     |
| 18  | Vittoria  | 16–1–1 | Matthew Harris          | KO     | 2 (10) | 26 agosto 1995    | Durban       |                                                                     |
| 17  | Vittoria  | 15–1–1 | Juan Polo Perez         | SD     | 10     | 6 maggio 1995     | Durban       |                                                                     |
| 16  | Vittoria  | 14–1–1 | Ncedile Siko            | RTD    | 7 (12) | 22 gennaio 1995   | Durban       | Vince il titolo sudafricano dei pesi supergallo                     |
| 15  | Vittoria  | 13–1–1 | June Siko               | TKO    | 6 (6)  | 4 settembre 1994  | Johannesburg |                                                                     |
| 14  | Vittoria  | 12–1–1 | Barry Brown             | TKO    | 2 (4)  | 13 marzo 1994     | Johannesburg |                                                                     |
| 13  | Vittoria  | 11–1–1 | Elias Sebesho           | PTS    | 6      | 4 dicembre 1993   | Sun City     |                                                                     |
| 12  | Sconfitta | 10–1–1 | Joseph Ramaswe          | TKO    | 2 (6)  | 24 luglio 1993    | Johannesburg |                                                                     |
| 11  | Vittoria  | 10–0–1 | Vusi Khoza              | TKO    | 4 (10) | 2 giugno 1993     | Johannesburg | Difende il titolo dei pesi supergallo della provincia del Transvaal |
| 10  | Vittoria  | 9–0–1  | Moses Petersen          | TKO    | 3 (6)  | 4 aprile 1993     | Springs      |                                                                     |
| 9   | Vittoria  | 8–0–1  | Derek Veejam            | KO     | 1 (4)  | 10 febbraio 1993  | Durban       |                                                                     |
| 8   | Vittoria  | 7–0–1  | Vusi Khoza              | KO     | 4 (10) | 11 ottobre 1992   | Johannesburg | Vince il titolo dei pesi supergallo della provincia del Transvaal   |
| 7   | Vittoria  | 6–0–1  | Moses Petersen          | PTS    | 6      | 12 aprile 1992    | Johannesburg |                                                                     |
| 6   | Vittoria  | 5–0–1  | Malepa Levi             | PTS    | 4      | 16 febbraio 1992  | Johannesburg |                                                                     |
| 5   | Vittoria  | 4–0–1  | Robert Kgaswe           | TKO    | 4 (6)  | 24 novembre 1991  | Johannesburg |                                                                     |
| 4   | Pareggio  | 3–0–1  | Andrew Nemutaka         | PTS    | 2 (6)  | 22 settembre 1991 | Johannesburg |                                                                     |
| 3   | Vittoria  | 3–0    | David Moshodi           | TKO    | 2 (6)  | 23 giugno 1991    | Johannesburg |                                                                     |
| 2   | Vittoria  | 2–0    | Joseph Motsamai         | TKO    | 1 (4)  | 24 marzo 1991     | Johannesburg |                                                                     |
| 1   | Vittoria  | 1–0    | Ephraim Madi            | TKO    | 4 (6)  | 31 ottobre 1990   | Johannesburg | Debutta tra i professionisti                                        |